# دوفی (دهانه)
دوفی یک دهانه برخوردی در ماه‌ است.

## دهانه‌های اقماری
این دهانه ۵ دهانه اقماری دارد.
| Dufay | عرض جغرافیایی | طول جغرافیایی | قطر          |
| ----- | ------------- | ------------- | ------------ |
| A     | ۹.۵° N        | ۱۷۰.۵° E      | ۱۵.۰ کیلومتر |
| X     | ۷.۲° N        | ۱۶۸.۵° E      | ۴۲.۰ کیلومتر |
| B     | ۸.۵° N        | ۱۷۱.۰° E      | ۲۰.۰ کیلومتر |
| Y     | ۸.۳° N        | ۱۶۸.۴° E      | ۱۶.۰ کیلومتر |
| D     | ۶.۳° N        | ۱۷۰.۵° E      | ۳۲.۰ کیلومتر |